# Bierdistributiespel
Het bierdistributiespel (Engels: beer distribution game of beer game) is een experiential learning-bedrijfssimulatiespel gemaakt door een groep professoren aan de MIT Sloan School of Management in het begin van de jaren 1960 om een aantal belangrijke principes van supply chain management te demonstreren. Het spel wordt gespeeld door teams van minimaal vier spelers, vaak met een verhitte competitie, en duurt minstens een uur om te voltooien. Hierna is meestal een nabespreking van de sessie van ongeveer dezelfde lengte om de resultaten van elk team te bespreken.

## Verder lezen
Senge, Peter M. (1990). The Fifth Discipline. Currency Doubleday, New York. 423 pp.

## Web links
- Online versie van het bierspel